# هنر آشپزی (کتاب)
هنر آشپزی نام کتابی در زمینهٔ آشپزی است که توسط رزا منتظمی نوشته شده‌است. این کتاب پس از قرآن کریم و دیوان حافظ، پرفروش‌ترین کتاب نیم قرن اخیر در ایران بوده‌است.
نخستین نسخه کتاب هنر آشپزی در سال ۱۳۴۳ با ۶۰۰ دستور غذایی منتشر شد. به گفته منتظمی نوشتن این کتاب بیش از دو سال طول کشید. آخرین چاپ‌های هنر آشپزی در دو جلد منتشر می‌شود و شامل بیش از ۱۷۰۰ غذای ایرانی و فرنگی است. چاپ چهل و یکم این کتاب در دو جلد منتشر شده و بیش از ۱۷۰۰ غذای ایرانی و فرنگی را شامل می‌شود. کتاب رزا منتظمی در چند دههٔ اخیر در منزل بیشتر مردم طبقهٔ متوسط ایران یافته می‌شود و از هدایای معمول به زوج‌های جوان است. این کتاب در سال‌های جنگ هشت‌سالهٔ ایران و عراق و دوران کمبود کاغذ و مشکلات چاپ در ایران، برای جلوگیری از فروش به صورت بازار سیاه، با «دفترچه بسیج اقتصادی» فروخته می‌شد. هنگام خرید کتاب این دفترچه‌ها ممهور می‌شد تا نشان‌دهندهٔ آن باشد که خریدار سهمیهٔ هنر آشپزی را دریافت کرده‌است.